# Ritipenem
Ritipenem là một chất chống vi trùng lớp penem. Ritipenem được sản xuất bởi Tanabe Seiyaku ở dạng tiền chất ritipenem acoxil, có thể uống. Nó không được FDA chấp thuận tại Hoa Kỳ vào năm 2008.